# Alexander Cunningham (giurista)
Alexander Cunningham of Block (Cumnock, 1655 circa – L'Aia, 1730) è stato un giurista e scacchista scozzese.
Docente di diritto all'università di Edimburgo dal 1698 al 1709, nel 1710 si trasferì nei Paesi Bassi, prima a Leida e in seguito a L'Aia. 
Studioso di letteratura antica, è noto per aver pubblicato edizioni di Orazio, Virgilio e Fedro.
Prende il suo nome la difesa Cunningham del gambetto di re: 
1. e4 e5 2. f4 exf4 3. Cf3 Ae7  (codice ECO C-35)